# Sötétcápa
A sötétcápa (Carcharhinus obscurus) a porcos halak (Chondrichthyes) osztályának kékcápaalakúak (Carcharhiniformes) rendjébe, ezen belül a kékcápafélék (Carcharhinidae) családjába tartozó szirticápafaj. Egyéb nevei: kormoscápa vagy feketecápa.
A sötétcápa a trópusi és a melegebb mérsékelt övi vizek lakója. A Föld számos tengerében előfordul. A part menti vizektől kezdve, egészen a kontinentális self széléig, vagy akár a nyílt tengerben is sokfelé megtalálható. Négyszáz méter mélyen is észlelték. Évszakos vándorhalként nyáron a sarkok felé, míg télen az Egyenlítő felé vonul. A vándorlásai során több száz, vagy több ezer kilométert is megtesz. A szirticápák egyik legnagyobb képviselője; átlagos hossza 320 centiméter, testtömege 160–180 kilogramm közötti. Élőhelyének egyik csúcsragadozója; mindenféle táplálékforrást kihasznál. Testalkata áramvonalas és karcsú. A rövid és kerekített pofájáról ismerhető fel. Hosszú mellúszói sarló alakúak; az első és a második hátúszók között kis kiemelkedés van. Az úszókon alig észrevehető mintázatok vannak.
A felnőtt cápának igen változatos az étlapja. Főleg csontos halakkal, cápákkal és rájákkal, valamint fejlábúakkal táplálkozik, de ezek mellett rákokat, tengericsillagokat, mohaállatokat, tengeri teknősöket, tengeri emlősöket, dögöket és hulladékot is fogyaszt. Elevenszülő hal, vagyis a kis cápák az anyjuk testéből kelnek ki. Háromévente szaporodik, mivel a vemhesség 22–24 hónapig tart, és ellés után a nőstény egy évet pihen, hogy újra felépüljön. Egy alomban 3–14 kis sötétcápa van. Vándorló életmódjuk és viszonylag alacsony egyedsűrűségük miatt ritkábban találnak megfelelő párt maguknak, ezért a nőstény sötétcápák hosszú ideig képesek tárolni a hímektől kapott ondót. A sötétcápák a leglassabban növekvő és az ivarérettséget legkésőbb elérő cápafajok egyike, csak 20 éves koruk körül tekinthetők felnőttnek.
Mivel nagyon lassan szaporodik, a sötétcápát igen veszélyezteti az ember által végzett ipari mértékű halászat. Főleg az úszói miatt halásszák, amelyeket az úgynevezett cápauszonylevesekhez használják fel. Továbbá a bőrét, húsát és májolaját is hasznosítják. A sporthorgászok is kedvelik. A Természetvédelmi Világszövetség (IUCN) sebezhető fajként kezeli a sötétcápát. Az USA keleti részén a sötétcápák egyedszáma az 1970-es évekhez képest 15–20%-kal csökkent. Mivel nagytestű cápafaj, veszélyes lehet az ember számára; de csak kevés cápatámadás tulajdonítható a sötétcápának.

## A sötétcápa rendszerezésének története

### Neve
A sötétcápát először 1818-ban Charles Alexandre Lesueur, francia természettudós írta le, illetve nevezte meg. Leírását a „Journal of the Academy of Natural Sciences of Philadelphia” egyik számában adta ki. Lesueur először a Squalus nembe helyezte, a fajneve, az obscurus a sötét vagy szürke színezetére utal. A későbbi taxonomusok felismerték, hogy ez a cápafaj nem Squalus nembéli, hanem a szirticápák (Carcharhinus) egyike. A francia természettudós egy észak-amerikai példány alapján írta le a fajt, de azt az egyedet nem nevezte ki típuspéldánynak.
Számos korábbi forrás Carcharias (később Carcharhinus) lamiellaként említi ezt a porcos halat; ezek az elnevezések 1882-ből származnak és David Starr Jordan, valamint Charles Henry Gilbert ichthiológusok munkái. Habár Jordan és Gilbert e neveket egy állkapocs leírásához adták – melyet egy sötétcápa részének véltek és ezt tekintették a faj típuspéldányának –, de később kiderült, hogy az állkapocs valójában egy bronzcápához (Carcharhinus brachyurus) tartozik. Emiatt a C. lamiella név nem a sötétcápa szinonimája, hanem a bronzcápáé.
A sötétcápa megnevezés mellett e cápafajt magyarul kormos, illetve feketecápának is nevezik. Az angol nyelvterületeken ennél jóval több megnevezése van: bay shark (öbölcápa), black whaler (fekete bálnakövető), brown common gray shark (barna közönséges szürkecápa), brown dusky shark (barna sötétcápa), brown shark (barna cápa), common whaler (közönséges bálnakövető), dusky ground shark (sötét fenékcápa), dusky whaler (sötét bálnakövető), river whaler (folyami bálnakövető), shovelnose (lapátorrú) és slender whaler shark (karcsú bálnakövető).

### Rendszertani besorolása
|  | Carcharhinus altimus  |
|  |                       |
|  | Carcharhinus plumbeus |
|  |                       |

|  | Carcharhinus perezi |
|  | |
|  | \| \| Carcharhinus galapagensis \| \| \| \| \| \| Carcharhinus obscurus \| \| \| \| \| \| Carcharhinus longimanus \| \| \| \| \| \| Prionace glauca \| \| \| \| |
|  | |
|  | Carcharhinus galapagensis |
|  | |
|  | Carcharhinus obscurus |
|  | |
|  | Carcharhinus longimanus |
|  | |
|  | Prionace glauca |
|  | |

|  | Carcharhinus galapagensis |
|  |                           |
|  | Carcharhinus obscurus     |
|  |                           |
|  | Carcharhinus longimanus   |
|  |                           |
|  | Prionace glauca           |
|  |                           |

|  | Carcharhinus perezi |
|  | |
|  | \| \| Carcharhinus galapagensis \| \| \| \| \| \| Carcharhinus obscurus \| \| \| \| \| \| Carcharhinus longimanus \| \| \| \| \| \| Prionace glauca \| \| \| \| |
|  | |
|  | Carcharhinus galapagensis |
|  | |
|  | Carcharhinus obscurus |
|  | |
|  | Carcharhinus longimanus |
|  | |
|  | Prionace glauca |
|  | |

|  | Carcharhinus galapagensis |
|  |                           |
|  | Carcharhinus obscurus     |
|  |                           |
|  | Carcharhinus longimanus   |
|  |                           |
|  | Prionace glauca           |
|  |                           |

|  | Carcharhinus altimus  |
|  |                       |
|  | Carcharhinus plumbeus |
|  |                       |

|  | Carcharhinus perezi |
|  | |
|  | \| \| Carcharhinus galapagensis \| \| \| \| \| \| Carcharhinus obscurus \| \| \| \| \| \| Carcharhinus longimanus \| \| \| \| \| \| Prionace glauca \| \| \| \| |
|  | |
|  | Carcharhinus galapagensis |
|  | |
|  | Carcharhinus obscurus |
|  | |
|  | Carcharhinus longimanus |
|  | |
|  | Prionace glauca |
|  | |

|  | Carcharhinus galapagensis |
|  |                           |
|  | Carcharhinus obscurus     |
|  |                           |
|  | Carcharhinus longimanus   |
|  |                           |
|  | Prionace glauca           |
|  |                           |

|  | Carcharhinus perezi |
|  | |
|  | \| \| Carcharhinus galapagensis \| \| \| \| \| \| Carcharhinus obscurus \| \| \| \| \| \| Carcharhinus longimanus \| \| \| \| \| \| Prionace glauca \| \| \| \| |
|  | |
|  | Carcharhinus galapagensis |
|  | |
|  | Carcharhinus obscurus |
|  | |
|  | Carcharhinus longimanus |
|  | |
|  | Prionace glauca |
|  | |

|  | Carcharhinus galapagensis |
|  |                           |
|  | Carcharhinus obscurus     |
|  |                           |
|  | Carcharhinus longimanus   |
|  |                           |
|  | Prionace glauca           |
|  |                           |

|  | Carcharhinus altimus  |
|  |                       |
|  | Carcharhinus plumbeus |
|  |                       |

|  | Carcharhinus perezi |
|  | |
|  | \| \| Carcharhinus galapagensis \| \| \| \| \| \| Carcharhinus obscurus \| \| \| \| \| \| Carcharhinus longimanus \| \| \| \| \| \| Prionace glauca \| \| \| \| |
|  | |
|  | Carcharhinus galapagensis |
|  | |
|  | Carcharhinus obscurus |
|  | |
|  | Carcharhinus longimanus |
|  | |
|  | Prionace glauca |
|  | |

|  | Carcharhinus galapagensis |
|  |                           |
|  | Carcharhinus obscurus     |
|  |                           |
|  | Carcharhinus longimanus   |
|  |                           |
|  | Prionace glauca           |
|  |                           |

|  | Carcharhinus perezi |
|  | |
|  | \| \| Carcharhinus galapagensis \| \| \| \| \| \| Carcharhinus obscurus \| \| \| \| \| \| Carcharhinus longimanus \| \| \| \| \| \| Prionace glauca \| \| \| \| |
|  | |
|  | Carcharhinus galapagensis |
|  | |
|  | Carcharhinus obscurus |
|  | |
|  | Carcharhinus longimanus |
|  | |
|  | Prionace glauca |
|  | |

|  | Carcharhinus galapagensis |
|  |                           |
|  | Carcharhinus obscurus     |
|  |                           |
|  | Carcharhinus longimanus   |
|  |                           |
|  | Prionace glauca           |
|  |                           |

|  | Carcharhinus altimus  |
|  |                       |
|  | Carcharhinus plumbeus |
|  |                       |

|  | Carcharhinus perezi |
|  | |
|  | \| \| Carcharhinus galapagensis \| \| \| \| \| \| Carcharhinus obscurus \| \| \| \| \| \| Carcharhinus longimanus \| \| \| \| \| \| Prionace glauca \| \| \| \| |
|  | |
|  | Carcharhinus galapagensis |
|  | |
|  | Carcharhinus obscurus |
|  | |
|  | Carcharhinus longimanus |
|  | |
|  | Prionace glauca |
|  | |

|  | Carcharhinus galapagensis |
|  |                           |
|  | Carcharhinus obscurus     |
|  |                           |
|  | Carcharhinus longimanus   |
|  |                           |
|  | Prionace glauca           |
|  |                           |

|  | Carcharhinus perezi |
|  | |
|  | \| \| Carcharhinus galapagensis \| \| \| \| \| \| Carcharhinus obscurus \| \| \| \| \| \| Carcharhinus longimanus \| \| \| \| \| \| Prionace glauca \| \| \| \| |
|  | |
|  | Carcharhinus galapagensis |
|  | |
|  | Carcharhinus obscurus |
|  | |
|  | Carcharhinus longimanus |
|  | |
|  | Prionace glauca |
|  | |

|  | Carcharhinus galapagensis |
|  |                           |
|  | Carcharhinus obscurus     |
|  |                           |
|  | Carcharhinus longimanus   |
|  |                           |
|  | Prionace glauca           |
|  |                           |

Jack Garrick 1982-ben publikálta a szirticápafajok körében végzett filogenetikus vizsgálatait. A vizsgált fajokat alaktani szempontok szerint választotta és obscurus csoportnak nevezte. Vizsgálatai alapján a sötétcápa (Carcharhinus obscurus) és a galápagosi cápa (Carcharhinus galapagensis) rendszertanilag ennek közepére sorolható. A vizsgált csoportba alaktanilag egyrészt a nagytestű, háromszög alakú fogú fajok tartoznak, amik rendelkeznek a két hátúszó közti kiemelkedéssel, másrészt a nagyorrú cápa (Carcharhinus altimus), a karibi szirticápa (Carcharhinus perezii), a homokpadi cápa (Carcharhinus plumbeus) és az óceáni fehérfoltú cápa (Carcharhinus longimanus) fajok. Ezt a csoportosítást 1988-ban Leonard Compagno is megerősítette fenetikus tanulmányában, valamint 1992-ben Gavin Naylor is, amikor a fajok izoenzimjeinek génszekvenciáit kutatta. Naylor képes volt a háti úszók közötti kiemelkedéssel rendelkező csoport fajai között további rokonsági kapcsolatot is feltárni; és megállapítani, hogy a sötétcápa, a galápagosi cápa, az óceáni fehérfoltú cápa, valamint a kékcápa (Prionace glauca) szinapomorf kládot alkotnak a csoporton belül, vagyis alaktani jellegzetességük valóban egy közös őstől származik.

### Kifejlődése
Az őskori leletek elég sok fosszilizálódott sötétcápafogat tartalmaznak; bár a fogak alapján elég nehéz megkülönböztetni a különféle Carcharhinus-fajokat. Megkövesedett sötétcápafogak a miocén (23–5,3 millió évvel ezelőtt) kori rétegekből is ismertek; a legfőbb miocén-kori lelőhelyei: a Grenadában levő carriacoui Grand Bay-formáció, az egyiptomi Moghra-formáció, a floridai Polk megye és talán az észak-venezuelai Cerro La Cruz. Késő miocén és kora pliocén (11,6–3,6 millió évvel ezelőtt) korszakbeli megkövesedett fogakban bővelkednek a következő helyek: a Yorktown-formáció, az észak-karolinai Pungo folyó és a Chesapeake-öböl térsége; bár az itteni fogak kissé eltérnek a modern sötétcápáétól, és gyakran, bár tévesen az óceáni fehérfoltú cápának tulajdonítják. Észak-Karolinában két fosszilizálódott sziláscet közelében is találtak Carcharhinus fogakat; az egyik késő pliocén korszaki és a Goose Creek Limestone-nál volt, míg a másik csak 12 ezer éves és a pleisztocén-holocén korok határán élhetett.

## Előfordulása

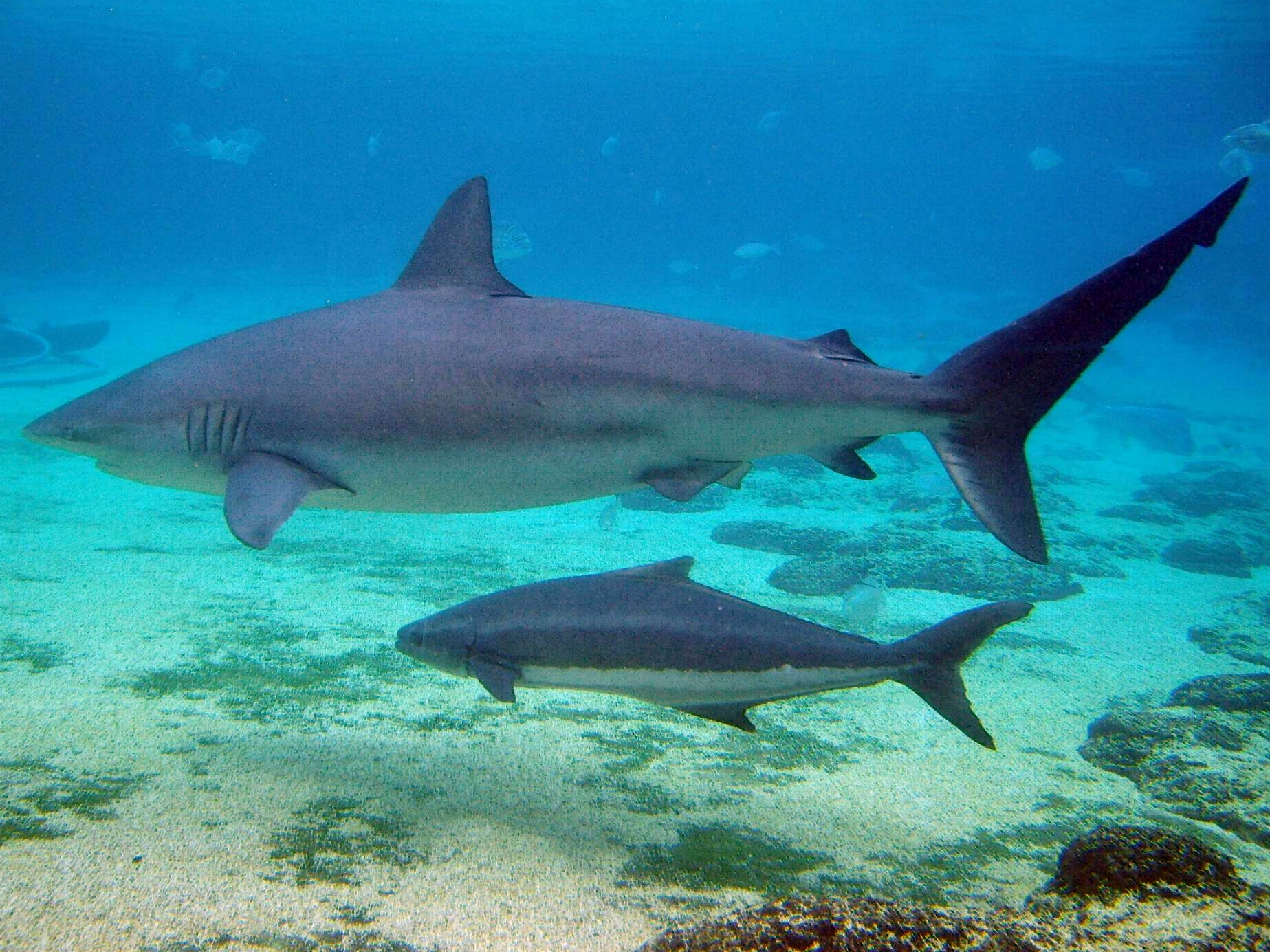
A sötétcápa világszerte elterjedt; gyakran remoraszerű halak követik, mint például ez a Rachycentron canadum

A sötétcápa világszerte megtalálható a trópusi és a melegebb mérsékelt övi vizekben, bár az előfordulási területe nem egységes, azaz egyes állományok között sötétcápamentes térségek vannak. Az Atlanti-óceán nyugati részén az Amerikai Egyesült Államokbeli Massachusetts államtól és a Georges Banktől (óriás tengeralatti homokpad az USA és Kanada között) kezdve, a Bahama-szigeteken és Kubán keresztül, egészen Brazília déli részéig lelhető fel. Az Atlanti-óceán keleti felén a Földközi-tenger nyugati és központi részén észlelték; jelentették a Kanári-szigetek, Zöld-foki Köztársaság, Szenegál, Sierra Leone vizeiben előfordulásukat, így valószínűleg megtalálható Portugália, Spanyolország, Marokkó és a Madeira-szigetek környékén is. Az Indiai-óceánban főleg a Dél-afrikai Köztársaság, Mozambik és Madagaszkár part menti vizeiben található meg; az Arab-tengerben, a Bengáli-öbölben csak szórványos példányokat jegyeztek fel és talán a Vörös-tengerben is előfordul. A Csendes-óceán nyugati felén a sötétcápa előfordulási területe Japántól egészen Új-Kaledóniáig tart. Az északi és déli határai között elterülő Kína, Vietnám és Ausztrália vizeiben is megtalálható. A Kelet-Csendes-óceánban Kalifornia déli részétől, a Kaliforniai-öböltől, valamint a Revillagigedo-szigetektől kezdve egészen Chile északi részéig található meg. Az Atlanti-óceán északkeleti és középső részén, valamint a trópusi szigetek környékén megfigyelt példányok meglehet, hogy nem is sötétcápák, hanem galápagosi cápák. DNS- és mitokondriális  DNS-vizsgálatok azt mutatják, hogy az indonéziai és ausztráliai állományok a többitől elkülönülő csoportot alkotnak.
E cápafaj legfőbb élőhelye a tengerpartok mentén a bukóhullámok vonalától kezdődően egészen a kontinentális self végéig terjed. Ezt az élőhelyét kénytelen megosztani más, specializáltabb szirticápákkal; például: a partok mentén élő homokpadi cápával, a nyílt vízi selyemcápával és óceáni fehérfoltú cápával, a mélytengeri nagyorrú cápával, valamint a szigetek környékén élő galápagosi cápával és fehérfoltú szirticápával. Egy kutatás során, melyet a Mexikói-öböl északi részén végeztek, a halbiológusok nyomkövetők segítségével megfigyelték, hogy a sötétcápa általában 10–80 méter mélyen tartózkodik, de időnként 200 méter mélyre is lemerül. A legmélyebben megfigyelt példányok 400 méteres mélységben voltak. A 19–28 Celsius-fokos vízhőmérsékletet kedveli. Kerüli az alacsony sótartalmú vizeket, például a folyótorkolatokat.
Nomád életmódot folytató porcos hal, majdnem mindig vándorol, a vizek hőmérsékletváltozásának függvényében. A kifejlett egyedek hosszabb utakat tesznek meg, 3800 kilométeres útjait is megfigyelték. Észak-Amerika partjainál mindkét óceánban a sötétcápa a meleg nyár beköszöntével északabbra vonul, míg a tél közeledtével az Egyenlítő felé húzódik. Dél-Afrikánál a fiatal, 90 centiméternél hosszabb hímek és nőstények elhagyják a Durban pár száz kilométeres térségében lévő (a KwaZulu-Natal tartomány partjai menti) szülőhelyeiket és dél, illetve észak felé szóródnak szét, némileg átfedve egymás kiinduló területeit. Néhány év múlva csatlakoznak újra a felnőttekhez, eddig még nem ismert útvonalakon. A fiatal sötétcápa a tavaszt és a nyarat a bukóhullámok környékén tölti, míg ősszel és télen a nyíltabb vizekbe húzódik, és amikor eléri a 220 centiméteres hosszúságot, akkor megkezdi az észak-dél irányú vándorlását a téli (Durban térsége) és nyári (Fokváros térsége – Nyugat-Fokföld tartomány partjai menti) tartózkodási helye között. A még nagyobb, 280 centimétert meghaladó példányok akár Mozambik déli részéig is eljutnak. Nyugat-Ausztrália tengervizeiben nyáron és ősszel a felnőttek és a fiatalok a partok felé vándorolnak, azonban nem úsznak azokra a partközeli helyekre, ahol az újszülött cápák nevelkednek.

## Megjelenése

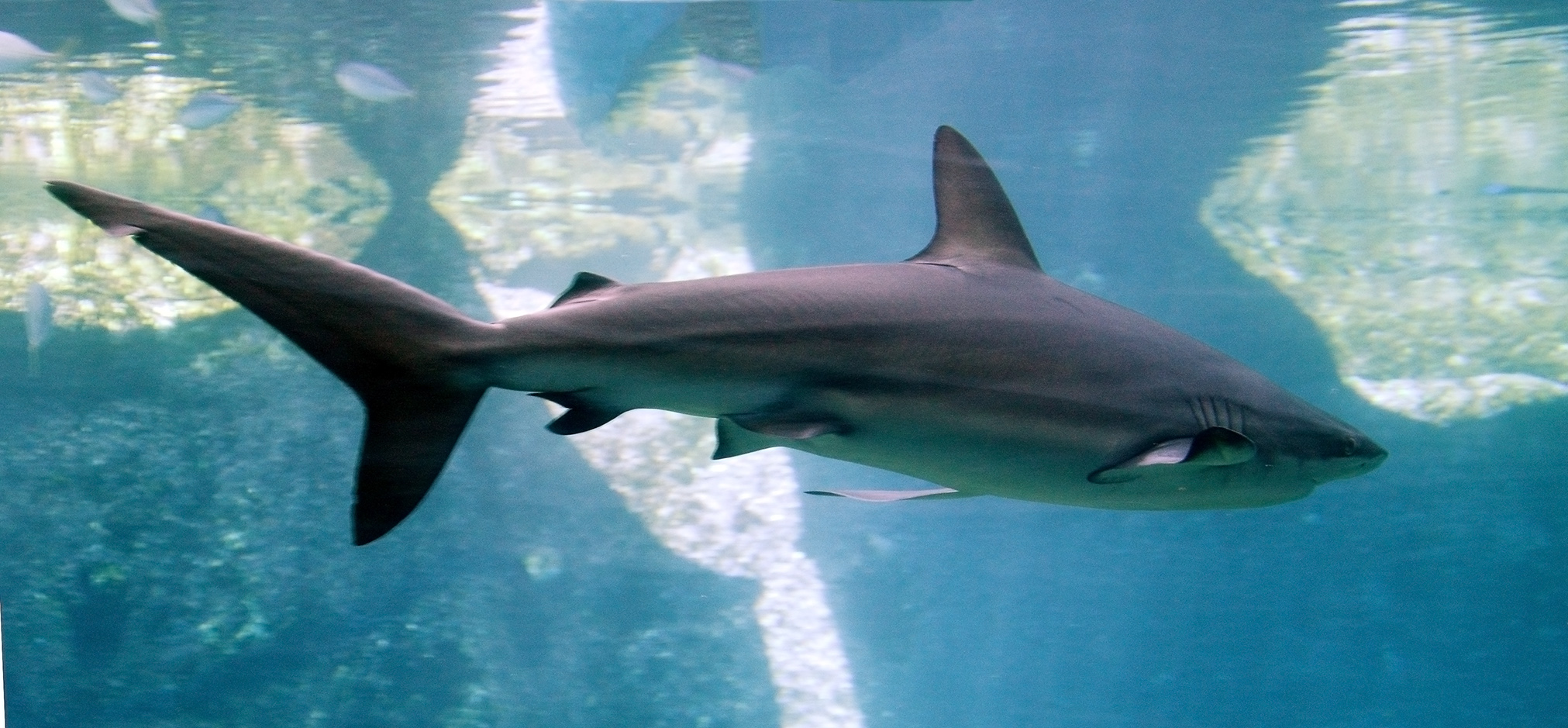
A nevét sötét bőrszínéről kapta

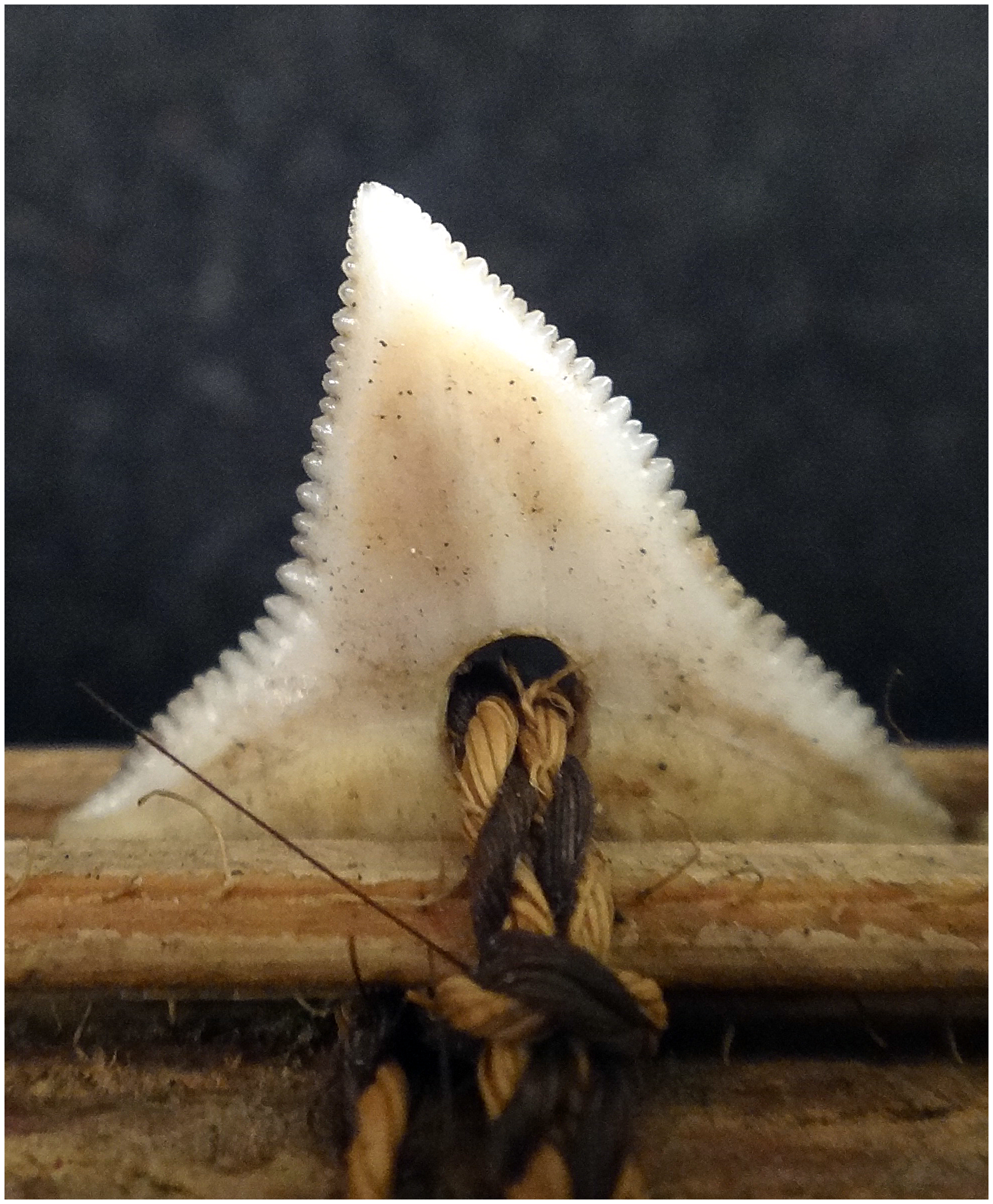
A fogain apró fogazottság van, ezek segítik a harapásban

A szirticápák egyik legnagyobb képviselője. Átlagos hossza 320 centiméter, testtömege 160–180 kilogramm közötti. Eddig a legnagyobb kifogott sötétcápa 420 centiméter hosszú és 347 kilogramm tömegű volt. A nőstény nagyobb, mint a hím. A testfelépítése karcsú és áramvonalas, torpedó alakú; pofája szélesen kerekített, de nem nagyobb a szája szélességénél. Az orrlyukait alig fejlett bőrlebenyek takarják. Közepes méretű szemeit a szemhéj alatt pislogóhártya is óvja. A szája szélein nagyon rövid, alig látszó mélyedések vannak. Mindkét állkapcsának mindkét oldalán 13–15, de általában 14 fogsor ül. A felső fogak szélesek, háromszög alakúak és kissé befelé hajolnak; rajtuk nagy és érdes fogazottság van. Az alsó fogak viszont keskenyek, egyenesen felállnak és a fogazottságuk finomabb. Az öt pár kopoltyúnyílása testéhez képest eléggé hosszú.
Nagy mellúszói akkorák, mint a test egyötöde, sarló alakúak, végük kihegyesedik. Az elülső hátúszója  közepes méretű és sarló alakú; a vége kihegyesedik és a hátsó része erősen bemélyül. A töve arról a szintről indul, ahol a mellúszók hegyes vége van. A második hátúszó jóval kisebb, és mindjárt a farok alatti úszó fölött helyezkedik el. A két hátúszó között alacsony kiemelkedés húzódik. A farokúszója nagy és magas, jól fejlett alsó nyúlvánnyal; a hosszabb felső nyúlvány vége felé egy kis bőrlebeny látható. Bőre sok ezer apró, éles fogaspikkellyel fedett, melyet ha előre simítanánk, a dörzspapírhoz lehetne hasonlítani, viszont ha elölről hátulra simítjuk, akkor bársonyos tapintású. Ez a sok fogaspikkelyke szorosan ül egymás mellett. Mindegyik pikkelyke gyémánt alakú és öt vízszintes kiemelkedése van. Testszíne felül a bronztól a kékesszürkéig változik, míg a hasi része fehér. A hasi rész fehér színe feljön az oldalakra is, ahol fokozatosan összeolvad a háti rész szürke színével, de addig fehéres sávként mutat. Az úszói, főleg a mellúszók alsó részei és a farokúszó alsó nyúlványa a végeik felé besötétednek. Ez a színjelenség főleg a fiataloknál figyelhető meg.

## Életmódja
Csúcsragadozóként a tápláléklánc legfelsőbb szintjén helyezkedik el, a többi, hasonló cápafajhoz képest kevesebb egyedszámmal rendelkezik. Ugyanakkor bizonyos területeken nagyobb, főleg fiatalokból álló állománysűrűség figyelhető meg. A partoktól távol  gyakran látnak felnőtt szirticápákat hajókat követve, például az Agulhas-áramlat mentén. Észak-Karolinában, a Cape Fear folyó torkolatának környékén végzett mérések szerint a sötétcápák átlagos sebességge 0,8 km/óra. A sötétcápa az egyik gazdaállata a remoraszerű Echeneis naucrates-nek, amely rátapadva viteti magát. Az ismert belső élősködői: a galandférgek (Cestoda) (Anthobothrium laciniatum, Dasyrhynchus pacificus, Platybothrium kirstenae, Floriceps saccatus, Tentacularia coryphaenae, amivel lazac fogyasztásával fertőződik meg, Triloculatum triloculatum); és az egyenesfejlődésű mételyek (Monogenea) (Dermophthirius carcharhini, Loimos salpinggoides). Külső élősködői: a Stibarobdella macrothela halpióca (Piscicolidae); az evezőlábú rákok (Copepoda) közé tartozó Alebion-fajok  (Pandarus cranchii, Pandarus sinuatus, Pandarus smithii); az ászkarákok (Isopoda) közé tartozó Gnathiidae lárvái; valamint a tengeri ingola (Petromyzon marinus).
A kifejlett sötétcápának alig van természetes ellensége, fiatal korában viszont több ragadozó étlapján is szerepel, mint például a homoki tigriscápáén (Carcharias taurus), a fehér cápáén (Carcharodon carcharias), a bikacápáén (Carcharhinus leucas) és a tigriscápáén (Galeocerdo cuvier). Durban térségében (KwaZulu-Natal tartomány partjainál) a strandolókat védelmező, úgynevezett „cápahálók” jelentős mértékben lecsökkentették a nagytestű, kifejlett ragadozók számát, ami miatt drámai mértékben megnőtt a fiatal példányok aránya. A túlszaporulat megtizedeli a kisebb csontos halak állományát, ami hátrányosan érinti a térség ökoszisztémáját, mivel csökken a biológiai sokféleség.

### Táplálkozása

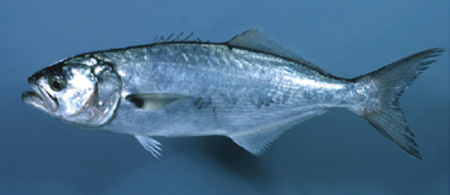
Legfőbb tápláléka a vérengző makrahal (Pomatomus saltatrix), …

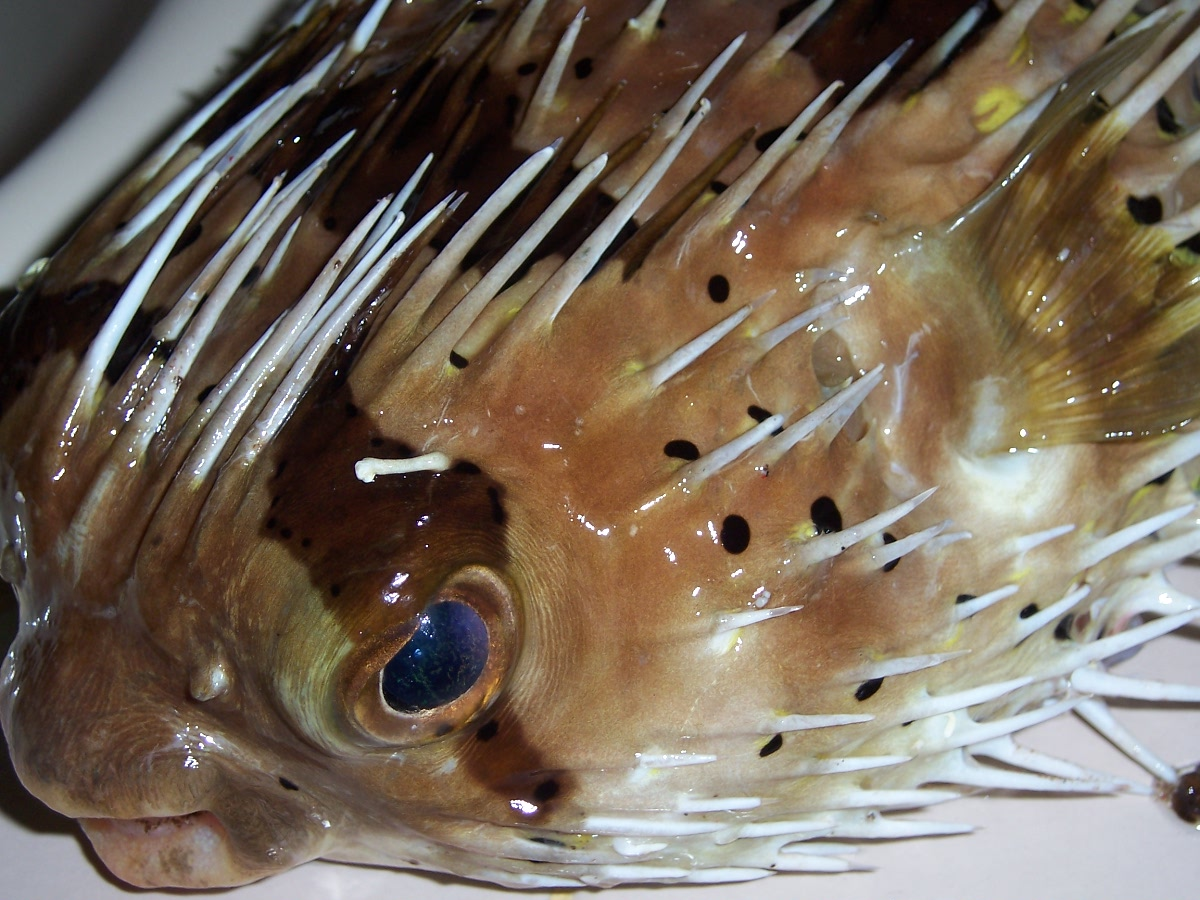
… de a nehezen lenyelhető sünhalat sem veti meg

A sötétcápa nem specializálódott semmiféle zsákmányra. Mindent felfal, ami útjába kerül és számára ehető. A vízfelszíntől a tengerfenékig egyaránt vadászik, bár kedvelt táplálkozó helye az utóbbi. Ha lehetősége adódik, akkor a felnőtt cápa testtömegének a 10%-át is felfalhatja egy-egy alkalommal. Mérések szerint egy 2 méteres példány foghegye 2 négyzetmilliméternyi területen 60 kilogrammos nyomást gyakorol. Ez a legnagyobb érték, amelyet valaha cápánál mértek, bár ez a nagy érték csak a fogak csúcsán ekkora a koncentrálódó erők miatt. Az Indiai-óceánban megfigyelték, hogy a bőséges a táplálékkínálat adta lehetőséget kihasználva, a fiatal sötétcápák sűrű rajokba gyűltek össze.
Ennek a cápafajnak az étlapja igen változatos. Legfőképp csontos halakkal (heringalakúak, makrélafélék, vitorláskardoshal-félék, kardhal, tüskésmakréla-félék, makrahalalakúak, Polynemidae, abroncshalfélék, Alepisaurus, gyöngyöshalfélék (Myctophidae), tengeripérfélék, tengeri durbincsfélék, árnyékhalfélék, laposfejű halak, angolnaalakúak, gyíkhalfélék (Synodontidae), kígyóhalfélék (Ophidiidae), morgóhalfélék (Triglidae), lepényhalalakúak, nyilascsukafélék, tengerimárna-féléknek (Mullidae), sertésfogúhal-félék, Epinephelinae, skorpióhalfélék és sünhalfélék), porcos halakkal (tüskéscápa-alakúak, fűrészescápa-alakúak, angyalcápa-alakúak, macskacápafélék, rókacápafélék, nyestcápafélék, kisebb szirticápák, fűrészesrájafélék, hegedűrája-félék, valódi rájafélék, sasrájafélék és Gymnuridae) és tengeri gerinctelenekkel (fejlábúak, tízlábú rákok, kacslábú rákok és tengericsillagok) táplálkozik. Nagyon ritkán a legnagyobb méretű sötétcápák tengeri teknősöket, ceteket (főleg elpusztult példányokat) és az ember által tengerbe szórt hulladékokat is elfogyaszthatnak.
Az Atlanti-óceán északnyugati részén e cápafaj táplálékának a 60%-át a csontos halak képezik; ebben a térségben több mint tíz halcsaládból zsákmányol, de táplálékának a legnagyobb részét a vérengző makrahal (Pomatomus saltatrix) és a Paralichthys dentatus alkotják. E két halfaj után főleg valódi rájákkal és azok tojástokjaival táplálkozik; a gerinctelenek közül az Ovalipes ocellatus rák a kedvence. Dél-Afrika és Ausztrália vizeiben szintén a csontos halak alkotják e cápa zsákmányának a jelentős részét. Az újszülöttek és a nagyon fiatalok a heringek és kalmárok ivadékaival táplálkoznak. A két méternél hosszabb sötétcápák már nagyobb csontos halakra és porcos halakra is vadásznak. Amikor a chilei szardínia (Sardinops sagax) heringfélék télen hatalmas rajokba gyűlnek össze Dél-Afrika keleti partjainál, a zsákmányolásukban közepes és nagy méretű sötétcápák is részt vesznek. A vemhes és a nemrég ellett nőstények nem vesznek részt ebben a tömeges vadászatban, valószínűleg azért, mert az apró, gyors halak elfogása igen fárasztó lenne számukra. Egy dél-afrikai kutatás azt mutatta, hogy a sötétcápák 0,2%-ának a gyomrában palackorrú delfin (Tursiops truncatus) maradványok voltak.

## Szaporodása
Ez a cápafaj, akár az összes többi szirticápa, elevenszülő porcos hal, vagyis a kis sötétcápák az anyjuk testéből kelnek ki. A magzat először a többi cápafajhoz hasonlóan a szikzacskóból táplálkozik, de amikor a szikzacskó tartalma elkezd fogyni, a szikzacskón és a méhen redők alakulnak ki, amelyek aztán méhlepényszerű burkot alkotnak. Az Atlanti-óceán északnyugati részén a párzási időszak tavasszal van, míg máshol, például Dél-Afrikában nincs meghatározott szaporodási időszaka. A nőstény nagy mennyiségű ondót képes tárolni – valószínűleg több hímtől. Az ondót hónapokig vagy évekig is képes egy átalakult mirigyében (nidamental gland) tárolni. A cápafajnak e különleges képessége azért alakult ki, mivel a felnőtt példányok ritkák és ritkán is találkoznak. Hosszútávú vándorhalként a két különböző nemű porcos hal nehezen talál egymásra.
| Régió                     | A hím hossza és a felnőttkor elérése | A nőstény hossza és a felnőttkor elérése |
| ------------------------- | ------------------------------------ | ---------------------------------------- |
| Északnyugat-Atlanti-óceán | 2,80 m, 19 évesen                    | 2,84 m, 21 évesen                        |
| Kelet-Dél-Afrika          | 2,80 m, 19–21 évesen                 | 2,60-3,00 m, 17–24 évesen                |
| Indonézia                 | 2,80 m, az év ismeretlen             | 2,80 m, az év ismeretlen                 |
| Nyugat-Ausztrália         | 2,65 m, 18–23 évesen                 | 2,95 m, 27–32 évesen                     |

Mivel a sötétcápánál a vemhesség 22–24 hónapig tart és az ellés után pihen egy évig, a nőstény állat csak háromévente ad életet egy-egy alomnak. Egy alomban 3–16 kis cápa is lehet, bár általában 6–12 van. Az alom nagysága nem függ a nőstény méretétől. Az Atlanti-óceán nyugati részén élő sötétcápa nőstények kisebb alomnak adnak életet, mint ugyanez óceán délkeleti részén élők. A nyugati nőstények általában nyolc, míg a délkeletiek tíz kis cápát ellenek. Az ellések ideje előfordulási területtől függően különböző, bár a legtöbb helyen egész évben, vagy néhány hónap lefolyása alatt történik meg. Az Atlanti-óceán északnyugati részén késő téltől egészen nyárig, Nyugat-Ausztrália vizeiben nyár és ősz között, míg Afrika déli partjainál egész évben (bár a csúcspont ősszel van) ellhetnek a nőstények. Amikor eljön az ellés ideje, a nőstények védett helyekre, főleg lagúnákba úsznak be. Ellés után gyorsan elhagyják a helyet. A lagúnák azért jók, mert sekély vizűek, tehát a nagyobb ragadozók nem érhetik el a kicsiket, továbbá más halak ivadékai is itt keresnek menedéket, táplálékul szolgálva a kis cápáknak. A sötétcápa legfőbb kölykező helyei KwaZulu-Natalnál, Ausztrália délnyugati részén, Alsó-Kalifornia nyugati vizeiben, valamint az USA keleti partjainál New Jerseytől egészen Észak-Karolináig.

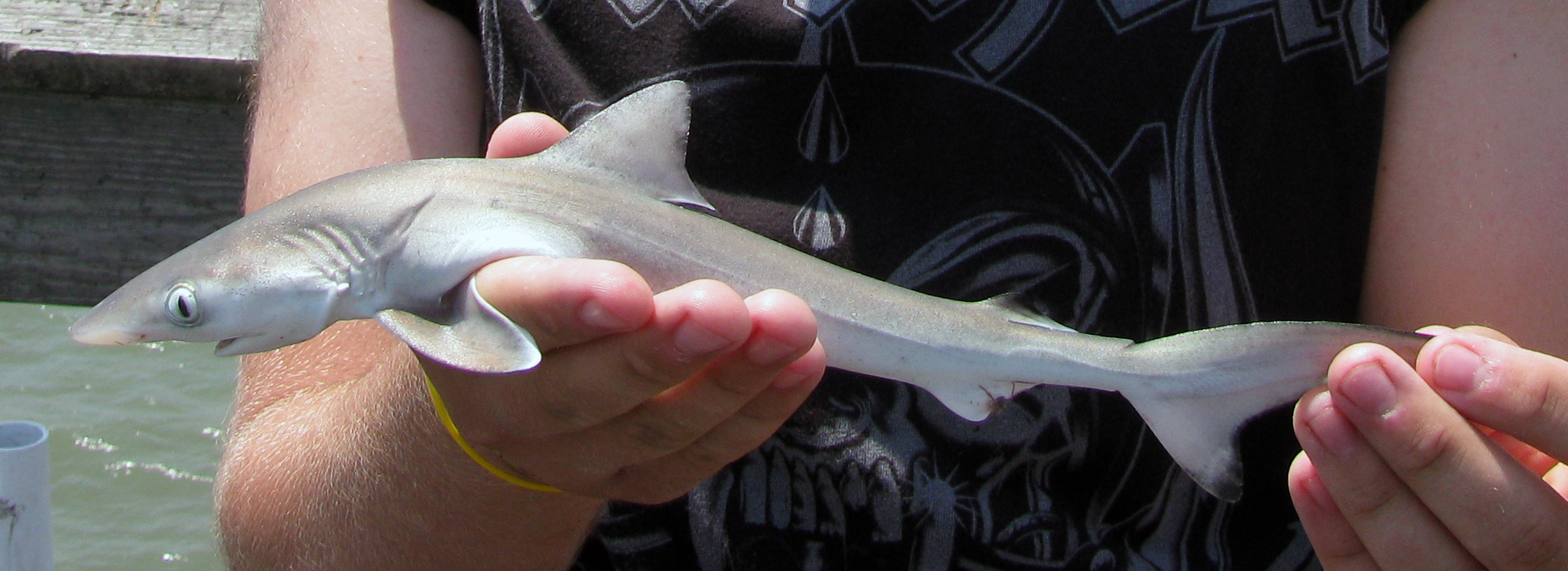
Kis sötétcápa

Az újszülött sötétcápa hossza 70–100 centiméter. A kis cápa születéskori mérete nőhet az anyja méretének a növekedésével és csökkenhet az alom nagyságának a növekedésével; azaz ha a nőstény még növekedésben van, az utóbbi alombeli kicsinyei mindig nagyobbak lesznek, mint az azelőttiek; míg ha egy alomban több kis cápa van, kevesebb hely jut nekik, tehát nem nőhetnek a maximális méretükre. Bebizonyosodott, hogy a nőstény, bár nem tudatosan, képes meghatározni az alom méretét; ha az adott térségben nem jók az életfeltételek, azaz igen kevés a táplálékforrás, akkor a nőstény szervezete elveti a fejletlenebb magzatokat, csak kevesebb kicsi fog kifejlődni, így megnövelve azok túlélési esélyeit. Míg a kis cápák az anyjuk testében vannak, a nőstény felhizlalja a májukat; vagyis születésekkor a kis cápa testtömegének az egyötödét a mája teszi ki. Az új porcos hal a májából él, amíg megtanul vadászni. A sötétcápa az egyik leglassabban növekedő cápafaj, továbbá az ivarérettségét is későn éri el, csak miután elér egy bizonyos méretet és kort (lásd a táblázatot). A különböző kutatások e cápafaj körében azt mutatják, hogy a sötétcápa növekedési rátáját nemigen befolyásolja sem az élőhelye, sem az adott állat neme. Életének első öt évében évente körülbelül 8–11 centimétert nő. A sötétcápa legfeljebb 40–50 évig élhet, de a maximális kora csak feltételezésen alapul.

## A sötétcápa és az ember
A sötétcápa nagy mérete miatt meglehetősen veszélyes lehet az ember számára. Eddig csak kevés adat van arról, hogy a sötétcápa hogyan viselkedik az emberrel, például búvárral szemben. 2009-ig a Nemzetközi Cápatámadás Archívum (International Shark Attack File, ISAF) adatai szerint ez a cápafaj legalább hatszor támadott emberre és csónakra; ezekből három alkalommal anélkül, hogy ingerelték volna. A hat támadásból egy halálesettel járt. A bermudai és más szigeteki támadások valójában a galápagoszi cápának tulajdoníthatók. Dél-Afrikában és Ausztráliában az úszni vágyó embereket védő, úgynevezett „cápahálók” számos felnőtt és nagy méretű fiatal sötétcápát ölnek meg. 1978 és 1999 között KwaZulu-Natal vizeiben évente körülbelül 256 példány pusztult el e hálók miatt. Az ausztráliai veszteségek nincsenek fajokra szétbontva; tehát ezen a helyen nem ismert az elpusztult sötétcápák pontos száma. Ha fiatal korban fogják be őket, a sötétcápák jól alkalmazkodnak a városi akváriumi élethez.

### Halászata

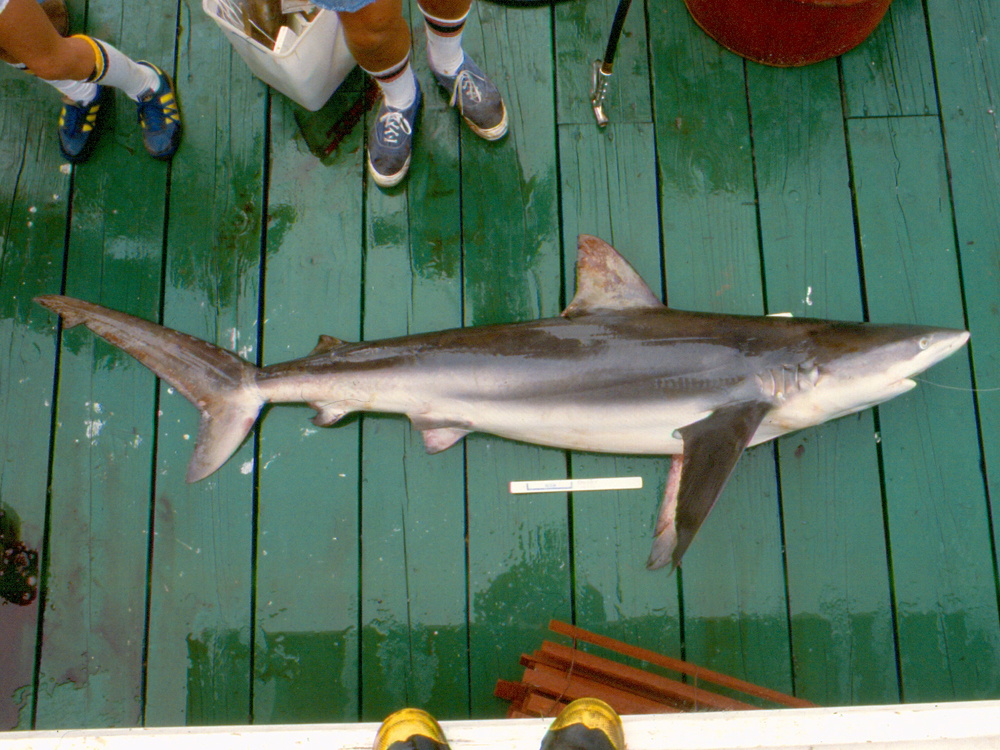
Mivel minden testrésze felhasználható, ez a cápafaj a leghalászottabb porcos halak közé tartozik

Ez a szirticápa az egyik legkeresettebb és halászottabb cápafaj, mivel az úszói nagyok és sok belső sugarat (ceratotrichia) tartalmaznak. A húsát frissen, fagyasztva, szárítva és sózva, vagy füstölve árusítják. A bőrét a bőripar használja fel. Májolajából vitaminokat nyernek ki. Az előbb felsoroltak miatt a sötétcápának világszerte ipari mértékű halászata folyik. A legfőbb halászterületek a következők: Észak-Amerika keleti partjai, Délnyugat-Ausztrália és Dél-Afrika keleti partvidéke. Ezt a porcos halat akár hosszú zsinórokkal, akár halászhálókkal egyaránt ki lehet fogni. Ausztrália délnyugati vizeiben a sötétcápa-halászat az 1940-es években kezdődött. Az 1970-es években évente már 500–600 tonnát fogtak ki ebből a cápafajból. A mélyre leeresztett halászhálók a három évnél kisebb példányokat is befogták; a fogás 18–28%-át az egy évnél fiatalabb egyedek képezték. Ezek ellenére a demográfiai modellek azt mutatják, hogy az állomány mégis életképes, mivel a 2 méternél hosszabb példányok elhalálozási rátája csak 4% alatt van.
Az ipari mértékű halászat mellett a sötétcápa mellékfogásként is áldozatul eshet, mivel gyakran a tonhalaknak és kardhalaknak kitett csalikat lopkodja. Ilyenkor ha még él is a szóban forgó porcos hal, a halászok nem engedik vissza, hanem levágják az úszóit. Az úgynevezett sporthorgászok is kedvelik; ezek közül sem ereszti vissza mindenki. A fiatal példányokat a sporthorgászok főleg Dél-Afrikában és Ausztrália keleti részén fogják ki. Az USA-beli Florida állam vizeiben a sötétcápa volt a legfőbb trófea hal; horgászversenyeket rendeztek a kifogására.

### Védelme

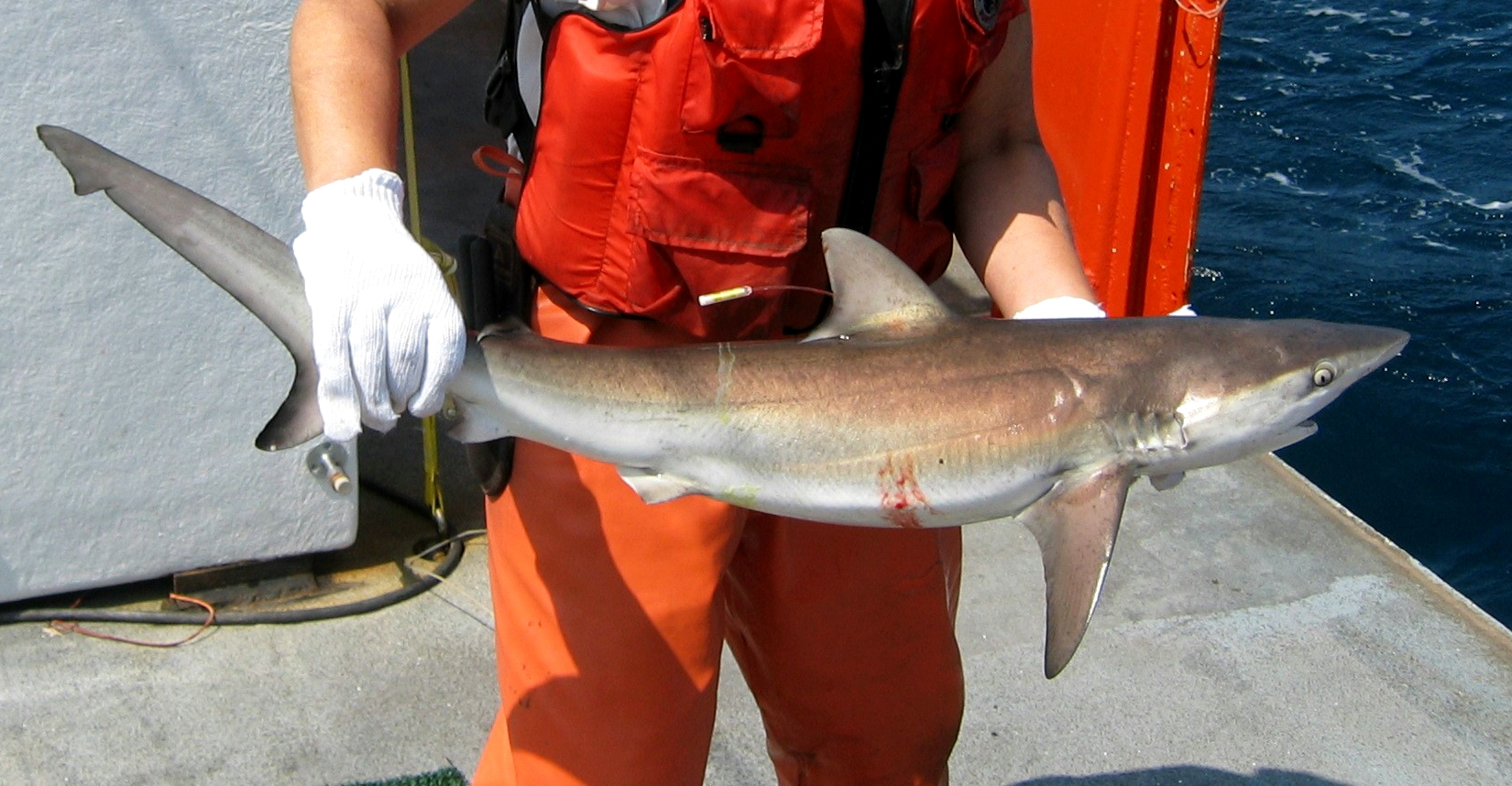
Sötétcápát vizsgáló környezetvédő

A Természetvédelmi Világszövetség (IUCN) világszinten mérsékelten fenyegetett fajként, míg az Atlanti-óceán északnyugati részén és a Mexikói-öbölben sebezhető fajként kezeli a sötétcápát. Az Amerikai Halászati Társaság (American Fisheries Society) is sebezhető fajnak tartja az észak-amerikai sötétcápa állományokat. Mivel igen lassan szaporodik, ez a szirticápafaj ki van téve a túlhalászás veszélyeinek. Az USA keleti állományai máris túlhalászottak; 2006-ban a Nemzeti Tengeri és Halászati Szolgálat (National Marine Fisheries Service; NMFS) becslései szerint e térségbeli állománysűrűség az 1970-es évekhez képest 15–20%-kal csökkent. 1997-ben a NMFS felvette a fajt az úgynevezett „Species of Concern” listájára, mivel védelmet érdemel, de az US Endangered Species Act listára adathiányra hivatkozva nem került fel. 1998-ban olyan törvényt hoztak, mely szerint a sporthorgászok és a halászhajók (ha mellékfogásként sötétcápát halásztak) vissza kell, hogy engedjék ezt a cápafajt. Habár már létezik ez a törvény, a hatása alig látszik, mivel a zsinórokra fennakadva vagy a hálókba begabalyodva számos cápa amúgy is elpusztul. Továbbá a védelem ellenére, 2003-ban a sporthorgászok körülbelül 2000 példányt fogtak be. 2005-ben Észak-Karolinában olyan határozatot hoztak, mely szerint egy-egy sporthorgásznak egy bizonyos helyen csak egy megszabott ideig szabad tartózkodnia. A polimeráz-láncreakció (egy molekuláris biológiai technológia, mely a DNS enzimatikus amplifikálását használja) segítségével pontosan meg lehet állapítani, hogy az eladásra kerülő cápaúszó sötétcápáé-e vagy valamely közönségesebb fajé.

## Fordítás
- Ez a szócikk részben vagy egészben  a   Dusky shark című angol Wikipédia-szócikk ezen változatának fordításán alapul.  Az eredeti cikk szerkesztőit annak laptörténete sorolja fel. Ez a jelzés csupán a megfogalmazás eredetét és a szerzői jogokat jelzi, nem szolgál a cikkben szereplő információk forrásmegjelöléseként.

### A faj tudományos leírásai a neten
- A taxon adatlapja az ITIS adatbázisában. Integrated Taxonomic Information System. (Hozzáférés: 2015. március 29.)
- Carcharhinus obscurus (Lesueur, 1818) (angol nyelven). WoRMS World Register of Marine Species. (Hozzáférés: 2015. március 29.)
- Bay Shark Carcharhinus obscurus (Lesueur, 1818) (angol nyelven). BioLiB.cz. (Hozzáférés: 2015. március 29.)
- Carcharhinus obscurus (Lesueur, 1818) (cseh nyelven). AQUATAB. (Hozzáférés: 2015. március 29.)
- Carcharhinus obscurus Shovelnose (angol nyelven). Animal Diversity Web ADW. (Hozzáférés: 2015. március 29.)
- Carcharhinus obscurus Le Sueur 1818 (requiem shark) (angol nyelven). fossilworks.org. [2016. március 3-i dátummal az eredetiből archiválva]. (Hozzáférés: 2015. március 29.)
- Carcharhinus obscurus Dusky Shark (angol nyelven). Encyclopedia of Life. (Hozzáférés: 2015. március 29.)
- Carcharhinus obscurus (Lesueur, 1818) (francia nyelven). Inventaire National du Patrimoine Naturel. (Hozzáférés: 2015. március 29.)
- Düsterer Hai (Carcharhinus obscurus) (német nyelven). hai.ch. (Hozzáférés: 2015. március 29.)